# Mariagerfjorden
Mariagerfjorden är en vik i norra delen av Jylland i Danmark. Den har givit namn till Mariagerfjord Kommune i Region Nordjylland.
Mariagerfjorden, som tränger 36 kilometer in i Jylland, är Danmarks längsta vik. Den inre, västra delen är upp till 30 meter djup medan den  yttre delen utanför Hadsund är grund med en endast 200 meter bred och 6 meter djup farled. Vid Hadsund korsas fjorden av Hadsundbroen som år 1976 ersatte  en 270 meter lång järnvägsbro (svängbro) från 1904.
År 1873 byggdes den första av totalt tre stora cementfabriker mellan Hadsund och Mariager. Produktionen lades ner 1984 och idag tillverkas koksalt på fabriksområdet. De gamla arbetarbyggnaderna har renoverats och är nu en del av Dania, Danmarks enda privatägda samhälle. 
Den östra delen av Mariagerfjorden ingår i Natura 2000-området  Ålborg Bugt, Randers Fjord og Mariager Fjord. Den innersta delen av fjorden har avsnörts till en grund sjö vid Hobro. På grund av det låga vattendjupet i den yttre delen av fjorden är vattenomsättningen låg och det kan ge syrebrist under varma somrar.